# Belledune
Belledune é uma vila no Condado de Gloucester, Nova Brunswick, Canadá. 